# Liang Wenhao
Liang Wenhao (chinesisch 梁文豪, Pinyin Liáng Wénháo, * 6. Juli 1992 in Changchun) ist ein chinesischer Shorttracker.

## Leben
Die ersten internationalen Auftritte zeigte Liang als B-Junior bei der Junioren-WM 2009 im kanadischen Sherbrooke. Dort erreichte er als bestes Einzelresultat einen vierten Rang über 500 Meter und gewann zusätzlich mit der chinesischen Staffel die Silbermedaille. In der nächsten Saison kam der nun 17-Jährige über 500 Meter zu seinen ersten Weltcupeinsätzen. Nachdem er zunächst bei den Auftaktwettkämpfen in Seoul sowie in seinem Wohnort Peking in den Vorläufen ausgeschieden war, gelang ihm beim Weltcupfinale in Marquette der Einzug ins A-Finale. Dort wurde er als Verursacher des Sturzes des Südkoreaners Sung Si-bak disqualifiziert und belegte so schließlich den vierten Platz. Dies reichte aus für die Qualifikation zu den Olympischen Winterspielen 2010 in Vancouver, bei denen er zum elfköpfigen chinesischen Shorttrackteam gehörte. Bei Olympia startete er in allen vier Rennen und war besonders erfolgreich über 1500 Meter, wo er zunächst im Vorlauf um eine Tausendstelsekunde schneller als der kanadische Mitfavorit Charles Hamelin war und anschließend als einziger Chinese bis ins A-Finale vorrückte. Dort gab es mehrere Führungswechsel; anfangs lag auch Liang teilweise an der Spitze. Schließlich fiel er jedoch auf den sechsten Rang zurück, nachdem er in einen Sturz verwickelt war, und hatte mehr als eine halbe Minute Rückstand auf die Medaillenränge. Bei den Olympischen Winterspielen 2014 in Sotschi belegte er im Finale über 500 m den vierten Platz.